# Autoridad tradicional
Autoridad tradicional (también conocida como dominación tradicional) es una forma de liderazgo en la que la autoridad de una organización o un régimen gobernante está ligada en gran medida a la tradición  o personalidad. La principal razón de su existencia es porque "siempre ha sido así".

## En sociología
En sociología, el concepto de autoridad tradicional (dominación) proviene de Max Weber y su Clasificación tripartita de la autoridad, siendo las otras dos formas autoridad carismática y Autoridad racional-legal. Todos esos tres tipos de dominación representan un ejemplo de su concepto de tipo ideal. Weber señaló que en la historia esos tipos ideales de dominación siempre se encuentran en combinaciones.
En la autoridad tradicional, la legitimidad de la autoridad proviene de la tradición; en la autoridad carismática de la personalidad y las cualidades de liderazgo del individuo; y en la autoridad racional-legal de personas que están burocráticamente y legalmente adscritas a ciertos puestos.

### Patriarcas y sus hogares
Weber deriva la dominación tradicional de patriarcados y sus hogares, en otras palabras, de la antigua tradición de familia (la autoridad de un amo sobre su hogar). El amo se designa de acuerdo con las reglas de herencia. No tiene personal administrativo ni maquinaria para hacer cumplir su voluntad solo por la fuerza; depende de la voluntad de los miembros del grupo de respetar su autoridad. Esos miembros mantienen relaciones personales con él. Le obedecen basándose en la creencia de que este es su deber sancionado por la tradición inmemorial y en el sentimiento de piedad filial por la persona del maestro.

### Patrimonialismo
El  Gobierno patrimonial ocurre cuando el hogar del gobernante se expande con la administración del hogar dando lugar a oficinas gubernamentales. Todos los funcionarios son dependientes personales o favoritos del gobernante, designados por él. Sus interacciones con el gobernante se basan en la autoridad paterna y la dependencia filial. Los funcionarios tratan su trabajo como un servicio personal al gobernante. El gobernante tiene control total sobre los oficiales; los empodera de caso en caso, asigna tareas específicas, promueve y degrada. No tienen derechos, más bien tienen privilegios otorgados y retirados por el gobernante. Es raro descubrir una jerarquía y una responsabilidad claras y estables en la avalancha de títulos oficiales de la mayoría de las administraciones patrimoniales.
La fuerza militar es un instrumento importante de una regla patrimonial. Weber distinguió cinco tipos de organizaciones militares. En todos esos casos, el ejército es una herramienta del gobernante, únicamente para su uso, pero él es responsable de su mantenimiento (equipo, mantenimiento y salarios).
Con el crecimiento del territorio, el personal administrativo y la fuerza militar organizados y más independientes se convirtieron en una necesidad. Esto generalmente conduce a la descentralización, y algunas personas obtienen más independencia en forma de ciertos derechos (por ejemplo, el derecho a la herencia y al matrimonio sin el consentimiento de los gobernantes, a ser juzgados por tribunales independientes en lugar de funcionarios del casa real, etc.).
Uno de los mejores ejemplos de casi de patrimonialismo es antiguo Egipto, donde la población dependía por completo del control de las vías fluviales (Río Nilo). Esto facilitó la creación de gobiernos centralizados. Cuando la casa real lo requería, el individuo tenía que realizar los deberes públicos, como participar en un proyecto de trabajo intensivo (levantamiento de las pirámides). Así, todo el país era de hecho la casa patriarcal del faraón.
Cuando se les da tierra a militares u oficiales para el desempeño de sus funciones, su independencia aumenta y el poder del gobernante se debilita (considere los Mameluks y sus rebeliones, o la diferencia entre los Confucian y los  literatos que nunca fueron capaces de derrocar el poder del emperador y la Europa de los caballeros que se convirtieron en una poderosa aristocracia en muchos casos limitando enormemente el poder de los  reyes (especialmente en la Commonwealth polaco-lituana)).
El dominio patrimonial ha prevalecido a menudo en el Oriente, donde la tierra permaneció bajo el control del gobernante. Sin embargo, en Occidente, el gobernante perdió el control de las tierras dadas a la nobleza, lo que, según Weber, fue una de las principales razones para que el patrimonialismo fuera reemplazado por el feudalismo.

### Feudalismo
En comparación con el patrimonalismo, el feudalismo tiene una gran similitud y varias diferencias importantes.
La similitud es que ambos se basan en la tradición y tienen gobernantes poderosos que otorgan derechos a cambio de servicios militares y administrativos.
Las diferencias son importantes para la distinción más sutil:
- El feudalismo reemplaza la relación paterna del patrimonalismo por un contrato de lealtad basado en el militarismo caballeresco.
- Las concesiones de autoridad del gobernante patrimonial y la dependencia personal del funcionario son reemplazadas en el feudalismo por la libertad contractual, la lealtad personal y la prominencia socioeconómica por parte de los vasallos.

### Líderes tradicionales
La mayoría de los representantes de cualquier dinastía gobernando durante más de una generación ( reyes, emperadors, sultáns, etc.) entrarían en esa categoría. Así, la mayoría  monarquías y algunas  autocracias,  oligarquías y  teocracias serían gobernadas por líderes tradicionales.
A menudo, el jefe masculino de una familia común debe considerarse un líder tradicional. Este también podría ser el caso en una empresa familiar si su director y otros puestos de liderazgo se eligen en función de los lazos familiares y / o la edad.